# ヨーカイ・モール
ヨーカイ・モール(Jókai Mór、1825年2月18日 - 1904年5月5日)は、ハンガリーの作家、革命家、政治家。ハンガリー自由党の所属。日本語ではモオラス・ヨーカイ、モーラス・ヨーカイとも表記される。

## 生涯

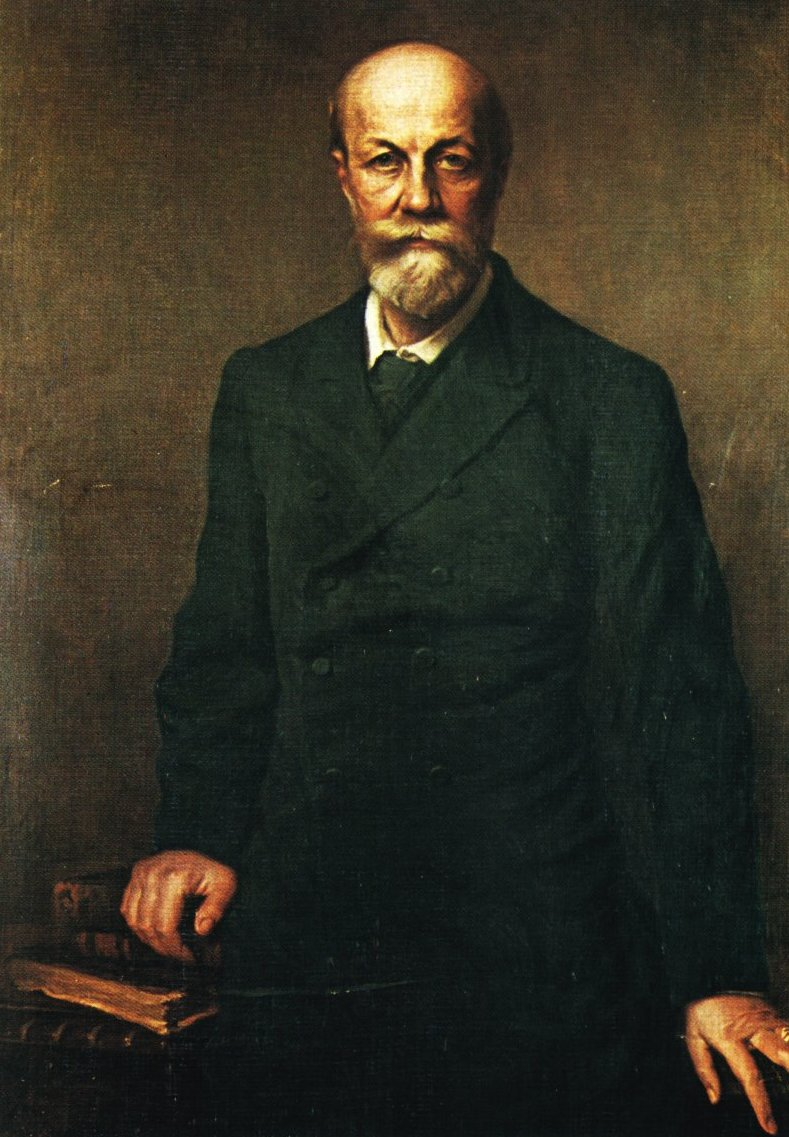
ヨーカイ・モール

ヨーカイはオーストリア帝国ハンガリー王国のコマーロム (スロバキア、コマールノ)で誕生した。父のヨージェフは貴族出身の弁護士である。母のマーリアも貴族出身であった。ヨーカイはカルヴァン派。ポジョニ（スロバキア、ブラチスラヴァ）で育ち、元来の病弱ゆえ自室で教育を受けたあと、パーパにあるカルヴァン派のコレギウムに進学して、在学中にヨーカイはペテーフィ・シャーンドルと意気投合して生涯にわたる親交を結んだ。ヨーカイは父亡きあと、法律家を志し、ハンガリー中央部にあるケチケメートで法学を修め、やがて弁護士事務所に勤める。ヨーカイは文学に才能を示し、1846年に処女作『Hétköznapok』を発表した。1848年諸国民の春、フランスの2月革命後、同年3月3日にポジョニでハンガリーの革命家コシュート・ラヨシュが演説を行った。ヨーカイは「十二か条の要求」の起草にペテーフィとともに深く関わり、同月15日にペシュトで市民がデモ行進を開始、それから同日午後8時頃に「十二か条の要求」をヨーカイとペテーフィらによって口頭で発表された。ヨーカイはペテーフィとともに独立革命運動の指導的地位に就くが、穏健派だったヨーカイは急進派に否定的だったことから時に仲違いすることもあった。この頃、女優ラボールファルヴィ・ローザと出会い多くの反対を押しきって同年8月に婚約した。1848年の暮れに革命指導者コシュートによってウィーンに派遣されたあとヨーカイはペシュトの日刊紙『Pesti Hírlap』の編集者になる。1849年4月14日にコシュート
は公式にハンガリー国家の独立を高らかに宣言、ヨーカイはこれを熱狂的に支持した。
しかし、1849年7月31日にポーランド出身の独立革命軍の将軍ユゼフ・ベムが率いるハンガリー軍とポーランド義勇兵はトランシルヴァニア地方にあるシギショアラでヨーロッパの革命を鎮圧するため派兵されたロシア軍の前に決定的大敗を喫し、主力は崩壊、兵士として出征した親友のペテーフィ・シャーンドルは戦地で消息が途絶えた。将軍ベムは戦場で死んだふりすることでロシア軍の目を欺き辛うじて命拾いした。
翌月の8月13日、最終的にハンガリー軍は現在のルーマニアにあたるヴィラーゴスでロシア軍に全面降伏して武器を引き渡し、身柄を投降、ハンガリー革命は幕を閉じた。革命関係者の多くは投獄され、幹部の多くは処刑される。すでにコシュートとベムは外国に亡命していたあとだった。この頃、ヨーカイは投獄を恐れ逃亡生活に入り、ハンガリー各地の町を転々とした。さらにハンガリー北部にある山岳地帯の山奥に逃げ込み長きにわたって隠れ家に籠った。ヨーカイは時に自殺未遂もしたが、のちにオーストリア帝国政府より恩赦が発布される。ヨーカイは1852年に著作『Kárpáthy Zoltán』、『Török világ Magyarországon』、『A kalózkirály
』をそれぞれ発表した。それ以後も『A kőszívű ember fiai』、『Az arany ember』、『A tengerszemű hölgy』などが発表されて比較的知られている。ヨーカイは多作であり、作品はユーモア溢れ、異国情緒な作風が中心であった。フランス文学、特にヴィクトル・ユゴーに感化された。ヨーカイは政治家として活動を始めて、1861年にヨーカイはハンガリーの国民議会議員に選出され、進歩的政治家として活躍した。1867年のアウスグライヒでオーストリア＝ハンガリー帝国が誕生してハンガリー王国の内閣や議会には強い権限を与えられた。
ヨーカイは複数の政党を経て、1875年に合同して誕生したハンガリー自由党の結党大会に参加、死去する1904年まで所属した。ハンガリー自由党は1875年に行われた総選挙で大勝し、議会で多数派になり、与党第一党として党首ティサ・カールマーンはハンガリー王国の首相に就任した。ヨーカイはティサ内閣を支え続け、ハンガリー王国の数々の改革に関わった。また、当時影響力があった政府系機関誌『Hon』の編集に携わって刊行した。ヨーカイはハンガリー科学アカデミーの会員に選出される。1886年に妻ローザが死去。それから数年後、ヨーカイは女優のナギー・ベーラと出会い1899年に婚約した。1904年にヨーカイはブダペストで生涯を閉じ、同地にあるケレペシ墓地に埋葬された。

## 著述
小説
- Tengerszemü hölgy、1904 [4]

全集
- Szinművek, 1895. [5] - Milton, Hős Palffy, Szép Mikhál, A bolondok grófja, Világszép leányok, A gazdag szegények
- Az Elet Komédiásai, 1896. [6]
- A Jovo Szazad Regénye,1896. [7]
- Szélcsend Alatt / Az Életből Ellesve, 1985. [8]

短編
- [9]
  - 『Thirteen at the table』（英語）。プロジェクト・グーテンベルク「The Lock and Key Library: The Most Interesting Stories of All Nations: North」、1998年。
  - 木村信兒訳『卓に倚る十三人』。近代社「世界短篇小説大系 探偵家庭小説篇」、1926年
  - 木村信児訳『卓に倚る十三人』。改造社「世界大衆文学全集 第75巻」、1931年
- 『A béka』[9]
  - 徳永康元訳『蛙』〈「青ひげ公の城: ハンガリー短編集」〉。恒文社、1998年